# Somogyi-Effekt
Der Somogyi-Effekt (engl. Somogyi phenomena), auch Rebound-Hyperglykämie oder posthypoglykämische Hyperglykämie genannt, ist eine bei Diabetikern auftretende Fehlregulation des Blutzuckerspiegels. Durch überschießende Gegenregulation, vor allem durch die Ausschüttung von Glucagon und Stresshormonen (Adrenalin, Cortisol) kommt es nach einer Unterzuckerung zu überhöhten Blutzuckerwerten. Benannt ist der Effekt nach seinem Erstbeschreiber, dem aus Ungarn stammenden US-amerikanischen Biochemiker Michael Somogyi (1883–1971).
Typisch ist ein hoher Messwert am Morgen, nach einer nächtlichen (unbemerkten) Hypoglykämie. Wenn der Effekt nicht berücksichtigt wird, könnte der Diabetiker die Insulindosis noch weiter erhöhen, obwohl sie tatsächlich bereits zu hoch ist.
In der humanmedizinischen Praxis sind echte Rebound-Hyperglykämien bei einer Insulintherapie selten. Viel häufiger ist der hohe Nüchternblutzucker die Folge eines echten Insulinmangels am frühen Morgen (zwischen 4 und 8 Uhr), weil das am Abend gespritzte Insulin abgebaut ist und gleichzeitig durch die morgendliche Ausschüttung von Wachstumshormon seine Wirkung vermindert ist (→ Dawn-Phänomen). In der Tiermedizin spielt der Somogyi-Effekt vor allem beim Diabetes der Katze eine große Rolle.